# Демушкинское сельское поселение
Дему́шкинское се́льское поселе́ние — муниципальное образование в Сасовском районе Рязанской области России.

## История
Образовано в результате муниципальной реформы 2006 г. в результате объединения существовавших ранее на данной территории двух сельских округов — Кошибеевского (центр Кошибеево) и Рожковского (центр Демушкино) — с возложением административного управления на село Демушкино.

## Население
| 2010  | 2012  | 2013  | 2014  | 2015  | 2016  | 2017  |
| ----- | ----- | ----- | ----- | ----- | ----- | ----- |
| 1166  | ↘1116 | ↘1080 | ↗1090 | ↘1064 | ↘1048 | ↘1010 |
| 2018  | 2019  | 2020  | 2021  |       |       |       |
| ↘1002 | ↘938  | ↘913  | ↘905  |       |       |       |

## Административное устройство
Образование и административное устройство сельского поселения определяются законом Рязанской области от 07.10.2004 № 96-ОЗ.
Границы сельского поселения определяются законом Рязанской области от 08.12.2008 № 189-ОЗ.

## Населённые пункты
В состав сельского поселения входят 12 населённых пунктов:
| Населённый пункт | Статус  | Население, человек | Год  | % от населения поселения | Расстояние до центра поселения, км | Расстояние до райцентра, км | Примечание |
| ---------------- | ------- | ------------------ | ---- | ------------------------ | ---------------------------------- | --------------------------- | ---------- |
| Барашево         | село    | 28                 | 2010 | 3.1                      | 2                                  | 17                          |            |
| Бастаново        | село    | 234                | 2010 | 25.9                     | 10                                 | 9                           |            |
| Демушкино        | село    | 429                | 2010 | 47.4                     | —                                  | 19                          |            |
| Кошибеево        | село    | 262                | 2010 | 29                       | 7                                  | 17                          |            |
| Ласицы           | село    | 32                 | 2010 | 3.5                      | 5                                  | 24                          |            |
| Лейный           | посёлок | 6                  | 2010 | 0.7                      | 8                                  | 19                          |            |
| Липовка          | село    | 25                 | 2010 | 2.8                      | 10                                 | 29                          |            |
| Новое Амесьево   | деревня | 5                  | 2010 | 0.6                      | 13                                 | 13                          |            |
| Рожково          | село    | 103                | 2010 | 11.4                     | 2                                  | 21                          |            |
| Сенцово          | посёлок | 40                 | 2010 | 4.4                      | 13                                 | 6                           |            |
| Смирновка        | посёлок | 2                  | 2010 | 0.2                      | 6                                  | 22                          |            |
| Старое Амесьево  | деревня | 0                  | 2010 | 0                        | 8                                  | 13                          |            |